# Microhyla berdmorei
Microhyla berdmorei е вид жаба от семейство Тесноусти жаби (Microhylidae). Видът не е застрашен от изчезване.

## Разпространение
Разпространен е в Бангладеш, Виетнам, Индия, Индонезия, Камбоджа, Китай, Лаос, Малайзия, Мианмар и Тайланд.

## Описание
Популацията на вида е стабилна.